# Cincinnati Bengals
Cincinnati Bengals je profesionalna momčad američkog nogometa iz Cincinnatija u Ohiju. Trenutno igraju u sjevernoj diviziji AFC konferencije. Prva sezona im je bila 1968., a igrali su ju u zapadnoj diviziji tadašnje AFL lige. Bengalsi svoje domaće utakmice igraju na Paul Brown Stadiumu, kapaciteta 65.535 mjesta.

## Povijest kluba

### Počeci
Cincinnati je 1967. dobio mjesto u AFL ligi (koja se 1970. spojila s NFL ligom), te je klub dobio ime po Bengalsima, momčadi istog imena koja je postojala u Cincinnatiju krajem tridesetih godina prošlog stoljeća.
Klub 1970. prelazi u centralnu diviziju novoosnovane AFC konferencije NFL lige u kojoj se nalazila još jedna momčad iz Ohia, Cleveland Browns, koja im postaje jedan od najljućih suparnika. Pod vodstvom trenera Paula Browna, Bengalsi sedamdesetih bili su solidna momčad koja je tri puta ulazila u doigravanje (1970., 1973. i 1975.), ali ispadala svaki put nakon prve utakmice. 
Početkom sedamdesetih, Bengalsi su bili poznati po tzv. West Coast napadu (West Coast offense), napadačkoj igri koju su karakterizirala kratka dodavanja u stranu koja su širila protivničku obranu i tako otvarala prostor za duža probijanja i dodavanja. Tadašnjem quarterbacku Bengalsa Kenu Andersonu taj stil igre donio je titulu MVP-a lige 1981., a sezonu kasnije ostvario je i rekordni postotak točnih dodavanja u jednoj sezoni u povijesti lige.

### Dva Super Bowla u 1980-ima
Bengalsi sezonu 1981. završavaju s 12 pobjeda i ulaze u doigravanje. Pobjedama nad Buffalo Billsima (28:21) i San Diego Chargersima (27:7), ulaze u svoj prvi Super Bowl gdje igraju protiv San Francisco 49ersa. I 49ersima i Bengalsima je to bio prvi Super Bowl u povijesti. Utakmica je počela dominacijom 49ersa, te je na poluvremenu već bilo 20:0. Unatoč pokušajima povratka u drugom poluvremenu, Bengalsi gube svoje prvo finale s 26:21. Sedam godina kasnije, prevođeni quarterbackom Boomerom Esiasonom i po mnogima najboljim offensive tackleom svih vremena Anthonyjem Muñozom (11 puta izabranim u Pro Bowl), ponovno dolaze do Super Bowla, ponovno protiv 49ersa. 49ersi, s quarterbackom Joeom Montanom i wide receiverom Jerryjem Riceom (koji je kasnije izabran za MVP-a utakmice), pobjeđuju Bengalse 20:16 i tako osvajaju svoje treće prvenstvo. Dvije godine kasnije, Bengalsi su poraženi u divizijskoj rundi doigravanja od Los Angeles Raidersa 20:10. Nakon tog poraza, do 2005. slijedi dugotrajno razdoblje loših sezona bez doigravanja.

### Nakon 2000.
Bengalsi imaju na draftu 2003. prvi pick ukupno, te njime biraju quarterbacka Carsona Palmera. Iduće 2004. Palmer postaje prvi izbor na mjestu quarterbacka, te za klub počinju bolji dani. Od 2005. do 2012. Bengalsi ulaze u playoff 4 puta, ali svaki put gube odmah u prvoj utakmici (protiv Pittsburgh Steelersa, New York Jetsa i dvaput protiv Houston Texansa). Predvođeni quarterbackom Andyjem Daltonom i wide receiverom A.J. Greenom, 2013. osvajaju diviziju s 11 pobjeda u regularnom dijelu sezone i treći put zaredom ulaze u doigravanje.

## Učinak po sezonama od 2008.
| Sezona | Liga | Konferencija | Divizija | Regularni dio sezone | Regularni dio sezone | Regularni dio sezone | Regularni dio sezone | Uspjeh u doigravanju       |
| Sezona | Liga | Konferencija | Divizija | Poz.                 | Pob.                 | Por.                 | Ner.                 | Uspjeh u doigravanju       |
| ------ | ---- | ------------ | -------- | -------------------- | -------------------- | -------------------- | -------------------- | -------------------------- |
| 2008.  | NFL  | AFC          | Sjever   | 3.                   | 4                    | 11                   | 1                    |                            |
| 2009.  | NFL  | AFC          | Sjever   | 1.                   | 10                   | 6                    | 0                    | poraženi u wild-card rundi |
| 2010.  | NFL  | AFC          | Sjever   | 4.                   | 4                    | 12                   | 0                    |                            |
| 2011.  | NFL  | AFC          | Sjever   | 3.                   | 9                    | 7                    | 0                    | poraženi u wild-card rundi |
| 2012.  | NFL  | AFC          | Sjever   | 2.                   | 10                   | 6                    | 0                    | poraženi u wild-card rundi |
| 2013.  | NFL  | AFC          | Sjever   | 1.                   | 11                   | 5                    | 0                    | poraženi u wild-card rundi |
| 2014.  | NFL  | AFC          | Sjever   | 2.                   | 10                   | 5                    | 1                    | poraženi u wild-card rundi |
| 2015.  | NFL  | AFC          | Sjever   | 1.                   | 12                   | 4                    | 0                    | poraženi u wild-card rundi |
| 2016.  | NFL  | AFC          | Sjever   | 3.                   | 6                    | 9                    | 1                    |                            |
| 2017.  | NFL  | AFC          | Sjever   | 3.                   | 7                    | 9                    | 0                    |                            |
| 2018.  | NFL  | AFC          | Sjever   | 4.                   | 6                    | 10                   | 0                    |                            |

### Članovi Kuće slavnih NFL-a
- Charlie Joiner (u klubu od 1972. do 1975.)
- Anthony Muñoz (1980. – 1992.)